# Ледовое шоу в России
Ледовые шоу в России впервые стали проводиться в 1984 году, а с 2006 года обрели большу́ю популярность.

## Ледовые шоу в СССР
Первое ледовое шоу под названием «Все звёзды» было проведено в СССР в 1984 году тренером по фигурному катанию Татьяной Тарасовой, в котором приняли участие чемпионы того времени. Ею же был основан одноимённый театр. Шоу проводилось в формате гала-шоу с показательными выступлениями по аналогии с шоу Тома Коллинза Champions on Ice. В 1967 году в Ленинграде был создан Балет на льду, ныне Государственный балет на льду Санкт-Петербурга, успешно гастролирующий по всему миру, в репертуаре которого классические балеты. В разные годы в Балете танцевали многократные чемпионы мира и Европы, двукратные Олимпийские чемпионы Людмила Белоусова и Олег Протопопов, многократный чемпион мира и Европы, олимпийский чемпион Алексей Уланов, многократный призёр соревнований Мира и Европы по фигурному катанию и Олимпийских Игр Людмила Смирнова. В труппе около 20 фигуристов, имеющих почетное звание Мастера спорта России за победы во Всероссийских и международных соревнованиях по фигурному катанию.
1986 году тренер Игорь Бобрин основал свой проект с театральными спектаклями на льду. Наиболее известной программой театра была «Кармен». За всё время существования театр побывал на гастролях в 50 странах, в которых спектакли посмотрели более 9 млн зрителей.

## Ледовые шоу в России
С 1990 года действует Санкт-Петербургский государственный ледовый театр, в котором ставятся ледовые спектакли.
В 1991 году Михаил Белоусов основал «Российский балет на льду» с балетными постановками на льду. Проект считается родоначальником балетных постановок на льду в России. В 1995 году балет стал особенно популярным в США, однако из-за проблем с финансированием прекратил своё существование. 8 марта 2019 года проект возродился премьерой постановки «Калина красная» в Электростали. Известным участником труппы балета является тренер Этери Тутберидзе.
В начале 2000-х фигурист Илья Авербух организовал своё первое шоу в Новосибирске, а после завершения карьеры в 2002 году основал продюсерскую компанию «Ледовая симфония», в 2004 году преобразованную в продюсерскую компанию «Илья Авербух». Наиболее успешные шоу компании — «Вместе и навсегда», юбилейные шоу в честь Татьяны Тарасовой, «Огни большого города». В это время в Россию вернулись многие российские титулованные фигуристы, проживавшие за рубежом и выступавшие в шоу за границей. В 2006 году совместно с «Первым каналом» было организовано первое в России телевизионное шоу «Звёзды на льду», в котором в паре с профессиональными фигуристами соревновались звёзды шоу-бизнеса, а в 2007 году вышло шоу с аналогичным форматом, но под другим названием — «Ледниковый период». В последующем были выпущены телешоу «Болеро», «Лёд и пламень», продолжения серии «Ледниковый период» и «Ледниковый период. Дети». По данным ВЦИОМ, шоу «Ледниковый период» признано самым популярным шоу среди россиян в 2007 году. В том же году компания Авербуха популяризировала театрализованные представления на льду, организовав балет на льду «Спящая красавица». С 2007 по 2008 год Илья Авербух организовал масштабный гастрольный тур звёзд шоу «Ледниковый период» по более чем 60 городам России и мира. Всего с 2006 по 2008 год Авербух провёл более 200 ледовых шоу в 80 городах мира. В шоу Авербуха приняли участие почти все российские чемпионы последних 20 лет, а также многие иностранные чемпионы. В компании Авербуха работают 50 человек. Выручка Ильи Авербуха от шоу составляет около 250 млн рублей в год, чистая прибыль — около 29 млн рублей. Прибыльным проект стал только в 2014 году. В 2015 году шоу Авербуха посмотрели 800 тысяч человек.
В 2015 году фигурист Евгений Плющенко вместе с супругой и продюсером Яной Рудковской организовал своё первое шоу «Снежный король». В 2016 году популярность получило его театрализованное ледовое шоу «Щелкунчик». В 2018 году вышло шоу «Лебединое озеро», а в 2019 году — «Золушка». Среди чемпионов недавнего прошлого в шоу Плющенко участвовали Аделина Сотникова и Юлия Липницкая.
В 2017 году фигуристка Татьяна Навка основала компанию «Навка Шоу» и организовала своё первое театрализованное ледовое шоу «Руслан и Людмила». В 2019 году вышло её шоу «Спящая красавица. Легенда двух королевств», в котором главную роль исполнила фигуристка Алина Загитова, немногим ранее объявившая о приостановке участия в официальных соревнованиях по фигурному катанию.
В 2018 году фигурист и хореограф Никита Михайлов организовал шоу «Фиксики на льду. Большая игра» по мотивам мультсериала «Фиксики» и спектакль «Ахтамар. Вечная легенда о любви». В обоих постановках главную роль исполнила фигуристка Ирина Слуцкая.
С 2018 года в Доброграде в рамках серии фестивалей «Pro Добро» проходят фестивали фигурного катания под руководством фигуристки Ирины Слуцкой. Выступления фигуристов в формате гала-шоу проходят на замороженном озере в феврале по аналогии с шоу в Давосе, в Швейцарии. Среди олимпийских чемпионов в 2018 году выступали Евгений Плющенко и Аделина Сотникова, в 2019 году — Алексей Ягудин и Татьяна Навка, в 2020 году — Татьяна Тотьмянина и Максим Маринин, а также Алина Загитова.
В 2019 году тренер Этери Тутберидзе и хореограф Даниил Глейхенгауз представили в Краснодаре своё первое гала-шоу «Чемпионы на льду». В нём приняли участие все её действующие ученики, а также некоторые действующие спортсмены в парном катании и ритм-танце, и бывшие спортсмены в одиночном катании. Это первый в России проект, представленный не в Москве или Санкт-Петербурге. По формату это единственное на 2019 год в России шоу, в котором фигуристы выступают со своими соревновательными программами и показательными программами для соревнований. Шоу транслировалось на «Первом канале». 26 февраля 2020 года в Москве прошло совместное шоу тренеров Этери Тутберидзе и Нины Мозер «Путь к победе», в котором приняли участие их ученики.
В России с 2006 года особенно популярны семейные спектакли — театрализованные представления для детей. Темы для спектаклей берутся в основном из классических сказок, реже из мюзиклов и мультфильмов. Наиболее выгодный период для ледовых шоу в России — новогодние праздники, однако и летом продюсеры успешно организовывают свои шоу, например, Илья Авербух и Татьяна Навка. Часто продюсеры и именитые фигуристы участвуют в постановках со своими детьми, например, Евгений Плющенко с сыном Александром Плющенко, имеющим сценическое прозвище Гном Гномыч, Татьяна Навка с дочерью Надеждой Песковой, Ирина Слуцкая с дочерью Варварой Говыриной. Продюсеры со своими шоу выступают и за рубежом, например, в Германии, Италии, Литве, Турции, Болгарии, на Мальте. Стоимость одного шоу в Москве начинается от 15 млн рублей. Средний гонорар фигуриста за один выход — 150—200 тысяч рублей.